# 达内教育
達內教育（NASDAQ：TEDU），全稱達內時代科技集團有限公司，又稱達內科技，是中國一家職業教育服務提供商。該公司總部位於北京，以IT培訓為主，由韓少雲於2002年9月在加拿大多倫多創辦。2003年，它獲得IDG的A輪投資。
達內教育於2014年4月3日通過達內國際公司（Tarena International, Inc.）在美國納斯達克上市，高盛（亞洲）和瑞信擔任其IPO的主承銷商。新東方作為該公司的基石投資者，以IPO價格認購總額1350萬美元的達內股票。
達內教育被稱為“中國IT職業教育領域第一股”。2015年6月，該公司獲得科爾伯格-克拉維斯-羅伯茨公司7000萬美元的投資。此前，該公司獲得高盛2000萬美元的投資。

## 批評與爭議

### 欺詐招生
達內教育以保就業為營銷手段吸引學員貸款繳納學費，實際上達內教育僅是向學員推薦企業名單，學員一般是自行前往企業面試。往往不少學員在支付高額學費學習後依舊未能達到企業要求，加上IT行業基礎人才過剩，學員無法找到滿意的高薪IT工作，這就造成達內教育無法兌現營銷時的包就業承諾，而無法找到高薪工作的學員又拖欠貸款機構巨額學費。故時常有欠債學員與達內教育產生維權糾紛。
自2017年起，達內教育多次因涉嫌借招聘之名欺詐招生被中國媒體曝光。110法律諮詢、知乎以及投訴直通車等平臺上充斥著大量對達內教育的投訴。
在聚投訴2018年教育培訓行業投訴排行榜上，達內教育的被投訴量達366件，位居第二名。
截至2022年8月18日早上十点，黑貓投訴平臺顯示，關於達內教育的投訴達2075條，內容主要涉及“虛假宣傳”、“誘導貸款”等，其中，1749起投訴顯示已完成，尚有326起未被解決。

### 財務造假
2019年11月，由於“五年虛報6.3億元營收”風波，達內教育收到了退市通知。2020年1月，達內教育宣佈重新符合納斯達克的最低競標價格要求，退市風險解除。財務造假事件曝光後，2020年3月，CFO楊餘多離職，韓少雲辭去CEO職務，由原獨立董事孫永吉接替，但韓少雲繼續在董事會任職。

### 法律糾紛
2015年9月至2019年9月期間，達內教育被多次起訴，原因包括教育培訓合同糾紛、侵權糾紛、著作權權屬糾紛、商業賄賂不正當競爭糾紛以及一般人格權糾紛等。
2021年6月22日，達內國際在美國被起訴，該訴訟由羅森律師事務所（The Rosen Law Firm）代表Yili Qiu向紐約東區地方法院提起。

### 行政處罰
2018年1月9日，達內教育因“廣告主發佈利用科研單位、學術機構、教育機構、行業協會、專業人士、受益者的名義或者形象作推薦、證明的教育、培訓廣告”被北京市工商行政管理局罰款人民幣10萬元。